# Micanopy
Micanopy es un pueblo ubicado en el condado de Alachua en el estado estadounidense de Florida. En el Censo de 2020 tenía una población de 648 habitantes y una densidad poblacional de 241.36 personas por km².

## Geografía
Micanopy se encuentra ubicado en las coordenadas 29°30′23″N 82°16′50″O / 29.50639, -82.28056. Según la Oficina del Censo de los Estados Unidos, Micanopy tiene una superficie total de 2.84 km², de la cual 2.72 km² corresponden a tierra firme y (4.2 %) 0.12 km² es agua.

## Demografía
Según el censo de 2010, había 600 personas residiendo en Micanopy. La densidad de población era de 211,37 hab./km². De los 600 habitantes, Micanopy estaba compuesto por el 74.17 % blancos, el 22.17 % eran afroamericanos, el 1.33 % eran amerindios, el 0.17 % eran asiáticos, el 0 % eran isleños del Pacífico, el 0 % eran de otras razas y el 2.17 % pertenecían a dos o más razas. Del total de la población el 2.83 % eran hispanos o latinos de cualquier raza.